# Xã Quiver, Quận Mason, Illinois
Xã Quiver (tiếng Anh: Quiver Township) là một xã thuộc quận Mason, tiểu bang Illinois, Hoa Kỳ. Năm 2010, dân số của xã này là 900 người.